# Camargo Guarnieri
Mozart Camargo Guarnieri (Tietê, 1 de fevereiro de 1907 – São Paulo, 13 de janeiro de 1993) foi um compositor, professor e regente brasileiro.
A obra musical de Camargo Guarnieri é formada por mais de 700 obras e é provavelmente o segundo compositor brasileiro mais executado no mundo, superado apenas por Villa-Lobos. Pouco antes de sua morte recebeu o prêmio "Gabriela Mistral", sob o título de "maior compositor das Américas".

## Biografia

### Os anos de formação (até 1935)

Foto sem data. Arquivo Nacional.

Camargo Guarnieri nasceu na cidade do Tietê, no interior de São Paulo, em 1 de fevereiro de 1907. Seu pai era um imigrante italiano oriundo da Sicília que veio para o Brasil por questões políticas e sua mãe vinha de uma tradicional família paulista, os Camargo Penteado. O pai, Michele Guarneri (Miguel Guarnieri), músico, tocava flauta. A mãe, Géssia de Arruda Camargo Penteado, tocava piano. O pequeno Guarnieri aprendeu música em casa.
Teve aulas de piano a partir dos dez anos de idade com Virgínio Dias. Para este professor dedicou sua primeira composição, a valsa Sonho de artista (1918). A obra foi desdenhada pelo professor, mas seu pai julgou que a obra era fruto de promissor talento, pagando sua publicação em 1920.
Em 1923, Miguel Guarnieri decidiu mudar-se com a família para São Paulo a fim de proporcionar melhores condições de estudo da música ao filho. Sendo uma família de poucos recursos financeiros, Guarnieri trabalhou junto com o pai na barbearia e trabalhou como pianista. Até 1925 manteve vários empregos, tocando em cinemas, lojas de partitura e casas de baile da cidade. Estudou piano com Ernani Braga.
Em 1925 seu pai obteve melhor emprego, o que permitiu a Guarnieri reduzir sua carga de trabalho e dedicar-se mais ao estudo da música. Passou a ter aulas de piano com Antônio de Sá Pereira, e, alguns anos depois, começou também a estudar harmonia, contraponto, orquestração e composição com o maestro Lamberto Baldi, recém chegado da Itália. Baldi tinha vindo para São Paulo como regente de uma companhia de ópera italiana, mas acabou transferindo sua residência para a cidade. Além de trabalhar como professor, Baldi foi regente da Sociedade Sinfônica de São Paulo e diretor musical da Sociedade Rádio Educadora Paulista. Em 1932 mudou-se para Montevidéu, o que significou para Camargo Guarnieri a interrupção de seus estudos de composição sem que o jovem compositor se julgasse preparado.
Em 1928 foi apresentado a Mário de Andrade, a quem mostrou suas obras recém compostas Canção Sertaneja e Dança Brasileira. O escritor modernista tornou-se seu mestre intelectual. Guarnieri passou a frequentar a casa de Mário de Andrade, com quem discutia estética, ouvia obras musicais e tomava livros emprestados. Tendo cursado até então apenas dois anos do curso primário, o contato com o escritor foi muito importante para a formação intelectual de Guarnieri. O contato entre ambos tornou-se uma grande amizade e também uma parceria artística. Muitas das canções escritas por Camargo Guarnieri foram sobre textos de Mário de Andrade, incluindo a ópera Pedro Malazarte. Exercendo atividade como crítico musical na imprensa, Mário de Andrade foi um dos principais responsáveis pela aceitação e pela divulgação da obra de Camargo Guarnieri.
Em 1931 Camargo Guarnieri teve a estreia de sua primeira composição sinfônica, Curuçá, regida por Villa-Lobos em concerto da Sociedade Sinfônica de São Paulo. Entretanto, a peça jamais foi executada novamente, nem teve sua partitura publicada. Outras experiências de composição sinfônica foram tentadas por Camargo Guarnieri, incluindo transcrições de sua música composta para piano (das quais a Dança Brasileira se tornaria a mais célebre, chegando a ser gravada a versão orquestral por Leonard Bernstein com a Filarmônica de Nova York na década de 1960) e a composição do Concerto n° 1 para piano e orquestra. Esta obra foi estreada em 1935 tendo o compositor como regente e o solo executado por Souza Lima.

### Profissionalização (1935-1950)

Foto sem data. Arquivo Nacional.

Em 1935 a prefeitura de São Paulo criou o Departamento de Cultura, cujo primeiro diretor, Mário de Andrade, convidou Guarnieri como regente do Coral Paulistano. Este deveria ser um conjunto de câmera, pois o município também iria manter o Coral Lírico para dedicar-se ao repertório operístico. O Coral Paulistano tinha também como objetivo fomentar o canto em língua nacional, e Camargo Guarnieri compôs para ele diversas obras corais. Foi também no Departamento de Cultura que Guarnieri passou a reger a Orquestra Sinfônica Municipal de São Paulo, e o trabalho nesta instituição pública foi sua principal atividade profissional ao longo de toda a década de 1940.
Em 1938 o compositor foi selecionado em concurso pela Comissão do Pensionato Artístico do Estado de São Paulo, recebendo uma bolsa de estudos de dois anos, renovável por mais um, para estudar em Paris. Na capital francesa teve aulas de contraponto, harmonia, orquestração e composição com Charles Koechlin, e de regência com François Rühlmann. Além das aulas, realizou concertos, a travou conhecimento com Nádia Boulanger, figura central da chamada escola neoclássica. A temporada parisiense foi abortada prematuramente por causa de vários fatores, entre eles a instabilidade financeira sofrida pelo compositor quando mudanças políticas no município de São Paulo levaram à perda de uma bolsa complementar, e também a eclosão da guerra e a iminência da ocupação alemã.
Em retorno a São Paulo, em 1939, Guarnieri manteve-se de forma incerta, terminando por ocupar outras funções no Departamento de Cultura, visto que seu cargo de regente tivesse sido ocupado quando de sua ausência. Mário de Andrade já não estava na direção do Departamento de Cultura, e vivia no Rio de Janeiro. Outros intelectuais passam apoiar e divulgar a música de Guarnieri, especialmente Luís Heitor. Desde 1934 Camargo mantinha também estreita correspondência com Curt Lange, musicólogo alemão radicado no Uruguai. Este provavelmente tomou contato com sua música por indicação de Lamberto Baldi, que agora trabalhava na capital uruguaia.
Em decorrência das gestões para intercâmbio cultural entre Estados Unidos e Brasil, no âmbito da Política da Boa Vizinhança de Roosevelt, Camargo Guarnieri se tornou o principal compositor brasileiro a atrair a atenção do meio musical norte-americano. O compositor Aaron Copland veio ao Brasil como enviado do Departamento de Estado para sondar compositores que receberiam bolsas de estudo nos Estados Unidos. Ele e Camargo Guarnieri tornaram-se amigos pessoais, e o compositor norte-americano tornou-se posteriormente um dos principais divulgadores da música de Guarnieri nos Estados Unidos. Além de Copland, Guarnieri travou contato com o flautista e musicólogo Carleton Sprague Smith, que residiu muitos anos no Brasil como uma espécie de representante musical dos Estados Unidos. Outro importante personagem norte-americano com quem Guarnieri travou contato foi o diretor da Divisão de Música da União Pan-americana, o compositor Charles Seeger. O contato entre ambos deu-se a partir de Luiz Heitor, que trabalho como secretário da Divisão de Música em Washington, em 1941.
De todas estas gestões, resultou um convite do Departamento de Estado norte-americano para que Guarnieri passasse uma temporada de seis meses nos Estados Unidos como bolsista, viagem que foi realizada entre outubro de 1942 e março de 1943. Na ocasião Guarnieri realizou importantes contatos e promoveu sua música em concertos. Sua obra recebeu apoio entusiasmado de Serge Koussevitzky, regente da Sinfônica de Boston, que cedeu o pódio a Guarnieri para reger sua Abertura Concertante - a primeira obra sinfônica de maior fôlego do compositor brasileiro.
A Abertura Concertante tinha sido composta durante o ano de 1942, e estreada no Brasil. A intenção era suprir uma notável deficiência do catálogo da Camargo Guarnieri: a ausência de composições sinfônicas. Após as experiências frustradas de compor música sinfônica no início da década de 1930, Guarnieri continuava compondo obras para piano e canções. A composição sinfônica foi retomada após a volta de Paris, com o Concerto n° 1 para violino e orquestra, estreado em 1940 no Rio de Janeiro, com a Orquestra Sinfônica Brasileira, sob regência do compositor e tendo Eunice de Conte como solista. Apesar de ganhar prêmio em concurso internacional, que foi recebido por Guarnieri na Filadélfia em 1942, a obra nunca foi executada nos Estados Unidos, e permaneceu inédita até a edição da partitura feita recentemente por Lutero Rodrigues, que também foi responsável pela primeira execução da obra em quase 70 anos.
Outra experiência de composição sinfônica foi a peça Encantamento, escrita sob encomenda de Charles Seeger para o sistema de bandas sinfônicas dos Estados Unidos. A peça chegou a ser editada nos Estados Unidos em versão para clarinete e piano. Mas a composição original foi para orquestra sinfônica, sendo uma peça curta em movimento único.
Ou seja, quando recebeu o convite para ir aos Estados Unidos, Guarnieri não tinha nenhuma obra sinfônica de peso em seu catálogo. O que significaria a perda de grande oportunidade, visto que a música sinfônica estava em franca ebulição nos Estados Unidos, conjugando a presença dos mais notáveis regentes europeus que haviam fugido da guerra e do nazifascismo, juntamente com o surgimento das transmissões sinfônicas por rádio e da gravação de música sinfônica em LP. Preocupado em atender esta demanda foi que Guarnieri compôs a Abertura Concertante, agora sim uma peça de maior fôlego, com cerca de 12 minutos de duração, apesar de ser ainda em movimento único. A peça foi dedicada a Aaron Copland, que manifestou opinião favorável a ela em carta a Guarnieri, elogiando especialmente o aspecto a respeito do qual Guarnieri sentia maior insegurança: a orquestração.
Durante a temporada nos Estados Unidos, Guarnieri comenta em carta a Mário de Andrade que já estava trabalhando em sua Sinfonia n° 1, obra que veio a concluir apenas em 1945. Quando da conclusão desta peça, Guarnieri articulou uma turnê para estreá-la. Realizou concertos regendo sua obra em São Paulo, no Rio de Janeiro e, com a colaboração de Curt Lange, organizou também uma turnê de concertos em Montevidéu, Buenos Aires e Santiago. A capacidade de compor uma obra sinfônica de fôlego e, mais do que isso, estreá-la quase que simultaneamente em cinco importantes capitais sul-americanas serviu como testemunho da consagração definitiva de Camargo Guarnieri, e de seu estabelecimento como compositor amplamente reconhecido.
Em 1950, Camargo Guarnieri envolveu-se em uma ampla polêmica na imprensa, após publicar a Carta Aberta aos Músicos e Críticos do Brasil, na qual condena a técnica dodecafônica de composição. A carta faz referências veladas a Hans-Joachim Koellreutter, líder do grupo Música Viva. Por causa das posturas assumidas na carta, e do linguajar virulento utilizado, Camargo Guarnieri acabou sendo visto como um reacionário, posição que certamente não reflete o seu papel na música brasileira.

### Uma referência na cultura brasileira: década de 1950 em diante

Foto sem data. Arquivo Nacional.

Após a publicação da polêmica Carta Aberta, Guarnieri já se torna uma referência cultural importante. O documento marca a passagem de Guarnieri da fase de Compositor jovem, que se afirma junto com o modernismo, para nome de referência na cultura musical brasileira, ao lado de Villa-Lobos e Francisco Mignone.
Testemunha deste novo papel é a organização do livro 150 anos de música no Brasil (1800-1950) escrito por Luiz Heitor, e publicado pela Editora José Olímpio. O livro se tornou a principal referência de História da Música no Brasil, e dedicou um capítulo exclusivo a Guarnieri.
A década de 1950 também marca o início do que vai ficar conhecido como Escola Paulista - com Camargo Guarnieri tornando-se um dos principais professores de composição no país. Entre seus alunos destacaram-se os nomes de Osvaldo Lacerda, Lina Pires de Campos, Marlos Nobre, Almeida Prado, Villani-Côrtes, Nilson Lombardi, Maria José Carrasqueira.
Entre janeiro de 1956 e janeiro de 1961 o compositor exerceu o cargo de assessor artístico-musical do Ministério da Educação, durante a gestão de Clóvis Salgado, no Governo Juscelino Kubitschek.
Sua reputação internacional continuou crescente, sendo sempre executado nos Estados Unidos. Foi também muitas vezes convidado a participar de júris internacionais em concursos.
Em 1975 assumiu a direção da recém-criada Orquestra Sinfônica da Universidade de São Paulo (OSUSP), cargo que exerceu até o fim da vida.
Foi condecorado pela Presidência da República Portuguesa com a Comenda da Ordem do Infante D. Henrique (junho de 1992).

## Obra
Para orquestra
- 1929 Suíte infantil
- 1931 Concerto nº 1 para piano e orquestra
  1. Selvagem
  2. Saudosamente
  3. Depressa
- 1937 Flor de Tremembé para 15 instrumentos solistas e percussão
- 1940 Concerto nº 1 para violino e orquestra
- 1941 Encantamento
- 1942 Abertura Concertante para orquestra
- 1944 Sinfonia nº 1
  1. Rude
  2. Profundo
  3. Radioso
- 1945 Sinfonia nº 2 "Uirapuru"
  1. Enérgico
  2. Terno
  3. Festivo
- 1946 Concerto nº 2 para piano e orquestra
  1. Decidido
  2. Afetuoso: Scherzando
  3. Vivo
- 1951 Choro para violino e orquestra
- 1952 Concerto nº 2 para violino e orquestra
- 1952 Sinfonia nº 3
  1. Lento - Enérgico e violento
  2. Serenamente - Vivo
  3. Decidido
- 1953 Variações sobre um tema nordestino para piano e orquestra
- 1954 Suíte IV Centenário
- 1956 Choro para clarineta e orquestra
- 1956 Choro para piano e orquestra
- 1957 Suite do filme "Rebelião em Vila Rica"
  1. Majestoso
  2. Andantino
  3. Misterioso
  4. Scherzando
  5. Agitado
  6. Alegre
  7. Valsa
  8. Saudoso
  9. Humorístico
  10. Gingando
- 1961 Choro para violoncelo e orquestra
- 1963 Sinfonia nº 4 "Brasília"
  1. Allegro enérgico
  2. Lento e trágico
  3. Enérgico triunfante
- 1964 Concerto nº 3 para piano e orquestra
  1. Allegro deciso
  2. Magoado
  3. Festivo
- 1965 Seresta para piano e orquestra de câmara
- 1968 Concerto nº 4 para piano e orquestra
  1. Resoluto
  2. Profundamente triste - Vivo - Profundamente Triste
- 1970 Concerto nº 5 para piano e orquestra
- 1971 Abertura festiva
- 1972 Choro para flauta e orquestra de câmara
- 1975 Choro para viola e orquestra
  1. Enérgico
  2. Tristemente
  3. Bem ritmado
- 1977 Sinfonia nº 5 para coro e orquestra
  1. Lento - Allegro impetuoso
  2. Lento nostálgico
  3. Allegro
- 1981 Sinfonia nº 6
  1. Enérgico e ritmado
  2. Triste
  3. Finale
- 1985 Sinfonia nº 7
- 1987 Concerto nº 6 para piano e orquestra

Óperas
- 1932 Pedro Malazarte ópera cômica
- 1960 Um Homem Só tragédia lírica

Missas e cantatas
- 1958 Seca, cantata para soprano, coro ad libitum e orquestra
- 1965 Guaná-Bará, cantata para narrador, coro, orquestra
- 1970 O Caso do Vestido, cantata para soprano e orquestra
- 1972 Missa Dilígite (Amai-vos uns aos outros) para coro e orquestra de cordas

Obras para coro
- 1936 Coisa deste Brasil

Obras para canto e orquestra
- 2 Canções de Celso Brant
  1. Meus pecados
  2. Como o coração da noite

Música de câmara
- 1931 Trio para violino, cello e piano
- 1931 Sonata nº 1 para cello e piano
- 1931 Trio para violino, viola e cello
- 1931 Quinteto de sopros
- 1932 Quarteto nº 1 (quarteto de cordas)
- 1933 Sonata nº 2 para violino e piano
  1. Sem pressa e bem ritmado
  2. Profundamente terno
  3. Impetuoso
- 1944 Quarteto nº 2 (quarteto de cordas)
- 1946 Ponteio e Dança para cello e piano
- 1950 Sonata para viola e piano 
  1. I. Tranquilo
  2. II. Scherzando
  3. III. Com entusiasmo

- Sonata nº 3 para violino e piano
- 1. Moderato espressivo
  2. Terno
  3. Decidido
- 1955 Sonata nº 2 para cello e piano
- 1956 Sonata nº 4 para violino e piano
  1. Enérgico ma espressivo
  2. Íntimo
  3. Allegro appassionato
- 1959 Sonata nº 5 para violino e piano
  1. Cômodo
  2. Terno
  3. Gingando
- 1962 Quarteto nº 3 (quarteto de cordas)
- 1965 Sonata nº 6 para violino e piano 
  1. Tranquillo
  2. Misterioso
  3. Grandioso
- 1974/1982 Cantilenas para cello e piano
- 1976 Angústia para quarteto de cordas
- 1977 Sonata nº 3 para cello e piano
- 1978 Sonata nº 7 para violino e piano 
  1. Enérgico
  2. Magoado
  3. Com alegria
- 1989 Duo para flautas
- 1989 Trio para violino, cello e piano (transc. Sonata nº 7)

Obras para piano
- 1918 Sonho de Artista (Valsa lenta)
- 1928 Canção sertaneja
- 1928 Dança brasileira
- 1928 Sonatina nº 1
  1. Molengamente
  2. Ponteado e bem dengoso
  3. Bem depressa
- 1929 Noturno
- 1929 Prelúdio e Fuga
- 1929 Suíte infantil
  1. Acalanto
  2. Requebrando
  3. Ponteio
  4. Maxixando
- 1929 Toada
- 1930 Choro torturado
- 1931 Dança selvagem
- 1931-1934 Cinco pecas infantis
  1. Estudando piano (1933)
  2. Criança triste (1933)
  3. Valsinha manhosa
  4. A criança adormece (1933)
  5. Polka (1931)
- 1931-1935 Ponteios 1 caderno (Da 1 a 10) 
  1. Calmo, com profunda saudade (1931)
  2. Raivoso e ritmado (1931)
  3. Dolente (1931)
  4. Gingando (1931)
  5. Fatigando (1932 ?)
  6. Apaixonado (1932 ?)
  7. Contemplativo (1933 ?)
  8. Angustioso (1933 ?)
  9. Fervoroso (1934 ?)
  10. Animado (1935)
- 1932 O Cavalinho da perna quebrada
- 1932 Lundu
- 1932 Piratininga
- 1934 Sonatina nº 2
  1. Alegre, com graça
  2. Ingenuamente
  3. Depressa
  4. Espirituoso
- 1934 Valsa nº 1 Lentamente
- 1935 Tocata
- 1935 Valsa nº 2 Preguiçoso
- 1936 Toada triste
- 1937 Sonatina nº 3 (na clave de sol)
  1. Allegro
  2. Con tenerezza
  3. Bem rítmico (fuga a duas vozes)
- 1937 Valsa nº 3 Com moleza
- 1939 Ficarás sozinha
- 1943 Valsa nº 4 Calmo e saudoso
- 1944 Maria Lucia
- 1946 Dança negra
- 1947-1949 Ponteios 2 caderno (Da 11 a 20)  
  1. Triste (1947)
  2. Decidido (1949)
  3. Saudoso (1948)
  4. Confiante (1949)
  5. Incisivo (1949)
  6. Tranquilamente (1948)
  7. Alegre (1948)
  8. Nostálgico (1949)
  9. Calmo - Homenagem a Ernesto Nazareth (1949)
  10. Vagaroso (1949)
- 1948-1981 Improvisos nº 1-10
  1. Calmo (1948)
  2. Lentamente - "Homenagem a Heitor Villa-Lobos" (1960)
  3. Nostálgico (1970)
  4. Saudoso (1970)
  5. Alegre (1981)
  6. Tristonho (1974)
  7. Tranquilo (1978)
  8. Profundamente triste (1980)
  9. Melancólico (1975)
  10. Dengoso (1981)
- 1948 Valsa nº 5 Calmo
- 1949- 1988 Estudos nº 1-20
  1. Deciso (1949)
  2. Brilhante (1949)
  3. Appassionato (1949)
  4. Animato (1954)
  5. Con moto (1950)
  6. Impetusos, marcatissimo (1962)
  7. Sem pressa (1962)
  8. Cômodo (1962)
  9. Furioso (1962)
  10. Movido (1964)
  11. Brilhante (1968)
  12. Dengoso (1968)
  13. Lento e fluido - "Homenagem a Claude Debussy" (1969)
  14. Sem pressa (1969)
  15. Maneiroso (1970)
  16. Caprichoso (1984)
  17. Sem pressa (1985)
  18. (para a mão esquerda) - Dramático e Triste (1981)
  19. "Ondeante" (1988)
  20. "Saramba" (1982)
- 1949 Valsa nº 6 Lento
- 1952 Acalanto
- 1953 Suíte mirim
  1. Ponteando
  2. Tanguinho
  3. Modinha
  4. Cirandinha
- 1954-1955 Ponteios 3 caderno (Da 21 a 30) 
  1. Decidido (1954 ?)
  2. Triste (1954)
  3. Vigoroso (1954 ?)
  4. Tranqüilo (1954)
  5. Esperto (1955)
  6. Calmo (1955)
  7. Cômodo e expressivo (1955)
  8. Calmo e sentido (1954)
  9. Saudoso (1955)
  10. Sentido (1955)
- 1954 Valsa nº 7 Saudoso
- 1954 Valsa nº 8 Calmo
- 1956-1957 Ponteios 4 caderno (Da 31 a 40) 
  1. Triste (1956)
  2. Com alegria (1957)
  3. Queixoso (1956)
  4. Calmo e solene (1956)
  5. Dengoso (1957)
  6. Tristemente (1957)
  7. Com humor (1957)
  8. Hesitante (1957)
  9. Dengoso (1957)
  10. Con moto (1957)
- 1957 Valsa nº 9 Calmo
- 1958-1959 Ponteios 5 caderno (Da 41 a 50)  
  1. Tristemente (1958)
  2. Dengoso, mas sem pressa (1958)
  3. Grandeoso (1959)
  4. Desconsolado (1959)
  5. Com alegria (1959)
  6. Íntimo (1959)
  7. Animado (1959)
  8. Confidencial (1959)
  9. Torturado - "Homenagem a Alexander Skriabin" (1959)
  10. Lentamente e triste (1959)
- 1958 Sonatina nº 4
  1. Com alegria
  2. Melancólico
  3. Gracioso
- 1959 Valsa nº 10 Choroso
- 1960-1977 Série dos curumins
  1. Brincando (1960)
  2. Valsa (1961)
  3. Flavinha (1969)
  4. Valsinha pretensiosa (1965)
  5. Acalanto para Bárbara (1977)
  6. Valsinha (1971)
  7. Dança da pulga (1969)
- 1961 Baião
- 1962 Sonatina nº 5
  1. Com humor
  2. Muito calmo
  3. Com alegria
- 1965 Sonatina nº 6
  1. Gracioso
  2. Etéreo
  3. Fuga — Humorístico
- 1969 Dança da pulga
- 1971 Sonatina nº 7
  1. Rítmico e enérgico
  2. Suavemente
  3. Requebrando
- 1972 Sonata
  1. Tenso
  2. Amargurado
  3. Triunfante — Enérgico — Triunfante
- 1982 Sonatina nº 8
  1. Repenicado
  2. Profundamente íntimo
  3. Dengoso
- 1982 Toada sentimental
- 1982-1988 Momentos
  1. Dolente (1982)
  2. Lento e nostálgico (1982)
  3. Com alegria (1982)
  4. Terno (1982)
  5. Desolado (1984)
  6. Improvisando (1985)
  7. Calmo e tristonho - Homenagem a Henrique Oswald (1985)
  8. Gracioso (1986)
  9. Sofrido (1987)
  10. Íntimo (1988)

Obras para violão
- Ponteio para violão
- Valsa-Choro nº1 (1954)
- Três Estudos
- Valsa-Choro nº 2

Trilhas sonoras
- 1957 Rebelião em Vila Rica

## Na cultura
- O acervo pessoal de Camargo Guarnieri (correspondência pessoal, partituras, discos, recorte de jornal, etc.) está depositado no arquivo do Instituto de Estudos Brasileiros da Universidade de São Paulo (IEB-USP), e consiste no principal arquivo para pesquisa sobre o compositor.

- Projeto Camargo Guarnieri 3 concertos para violino e a Missão em DVD, patrocínio da Petrobras - Selo CCSP (Centro Cultural São Paulo), 2008, Lua Music 324	[8]

- Documentário Notas Soltas Sobre Um Homem Só [9] de Carlos de Moura Ribeiro Mendes que será exibido no Festival do Rio e na 33ª Mostra Internacional de Cinema de São Paulo.

- 2025 - Álbum  Poemas da Negra e de Macunaíma - textos de Mário de Andrade com música de Camargo Guarnieri. Intérpretes, Adélia Issa no canto e Araceli Chacon ao piano. [10]

## Prêmios
- Prêmio R.C.A. Victor (1944)[11]
- Prêmio Luiz Alberto de Penteado Rezende (1946)[11]
- Prêmio Alexandre Levy (1946)[11]
- Prêmio Reichoold (1947)[11]